# Bob Gibson (chanteur)
Pour les articles homonymes, voir Bob Gibson et Gibson.
Bob Gibson [bɑb ˈɡɪbsən] est un musicien américain né le 16 novembre 1931 à Brooklyn et mort le 28 septembre 1996 à Portland. Il est l'une des figures majeures du renouveau de la musique folk aux États-Unis dans les années 1950 et 1960. Ses instruments de prédilection sont le banjo et la guitare à douze cordes.

## Biographie
Originaire de l'État de New York, Bob Gibson se lance dans la musique folk en 1953 : après une rencontre déterminante avec Pete Seeger, il achète un banjo et parcourt les États-Unis. En 1955, il décroche un contrat de onze mois au Gate of Horn (en), un club de folk de Chicago appartenant à Albert Grossman (en). Il signe chez Riverside Records et publie quatre albums entre 1956 et 1958. Durant cette période, de nombreux musiciens font leurs débuts en première partie des concerts de Bob Gibson, comme Judy Collins ou Joan Baez. En 1959, c'est Gibson qui présente Joan Baez au public du festival de folk de Newport.
Bob Gibson rencontre également le succès en duo avec Bob Camp. Leur premier album, At the Gate of Horn, enregistré au club de Chicago, sort en 1961 et devient le premier disque de folk à être certifié disque d'or. Leur duo prend fin lorsque Camp (qui se fait désormais appeler Hamilton) part à Los Angeles pour se concentrer sur sa carrière d'acteur. Gibson publie encore trois albums chez Elektra Records. Le dernier, Where I'm Bound, marque le début de sa collaboration avec le parolier Shel Silverstein, qui travaille alors comme dessinateur chez Playboy.
Les addictions de Bob Gibson à l'alcool et à la drogue l'empêchent de poursuivre sa carrière musicale de manière soutenue pendant près d'une décennie. Il ne publie que deux albums entre 1964 et 1978 : Bob Gibson (1970), enregistré à Los Angeles avec plusieurs musiciens célèbres (dont des membres des Byrds), et Funky in the Country (1974), un album live auto-édité. Il arrête définitivement de boire en 1978 et recommence à jouer de la musique, seul, avec Tom Paxton ou de nouveau avec Hamilton Camp. Il enregistre plusieurs albums de chansons pour enfants et anime une émission jeunesse, Flying Whales and Peacock’s Tales, à la fin des années 1980.
En 1993, Bob Gibson apprend qu'il est atteint de paralysie supranucléaire progressive, une maladie neurologique orpheline. Il publie son dernier album en 1995. Après avoir organisé un dernier hootenanny à Chicago le 20 septembre 1996, il meurt une semaine plus tard à Portland, à l'âge de soixante-quatre ans. Il est enterré au cimetière de Rosehill, à Chicago.

## Discographie
- 1956 : Offbeat Folk Songs (Riverside)
- 1957 : I Come for to Sing (Riverside)
- 1957 : Carnegie Concert (Riverside)
- 1957 : Folk Songs of Ohio (Stinson) – paru sans l'accord de Gibson
- 1958 : There's a Meetin' Here Tonight (Riverside)
- 1960 : Ski Songs (Elektra)
- 1961 : Yes I See (Elektra)
- 1963 : Hootenanny at Carnegie (Riverside) – réédition du Carnegie Concert de 1957
- 1964 : Where I'm Bound (Elektra)
- 1970 : Bob Gibson (Capitol)
- 1974 : Funky in the Country (Legend)
- 1980 : The Perfect High (Mountain Railroad)
- 1984 : Uptown Saturday Night (Hogeye)
- 1988 : A Child's Happy Birthday Album (B*G)
- 1991 : Stops Along the Way (B*G)
- 1995 : Makin' a Mess: Bob Gibson Sings Shel Silverstein (Asylum)
- Avec Hamilton Camp :
  - 1961 : At the Gate of Horn (Elektra)
  - 1978 : Homemade Music (Mountain Railroad)
  - 1986 : ...Revisited (B*G)
- Avec Tom Paxton et Anne Hills (en) :
  - 2004 : Best of Friends (Appleseed)